# Kamenita vrata
Kamenita vrata jedan su od najbolje očuvanih spomenika starog Zagreba. Riječ je o zgradi oblikovanoj poput pravokutne kule s kolnim prolazom. Dio su obrambenog sustava zagrebačkog Gradeca i jedina su od vrata koja postoje još i danas. Sagrađena su u 13. stoljeću, a svoj današnji oblik dobila su 1760. godine. U prolazu vrata smještena je kapela sa slikom Majke Božje od Kamenitih vrata, zaštitnice grada, prema slici koja je neokrnjena preživjela veliki požar 1731. godine. Pored barokne ograde oltara iz 18. stoljeća sačuvan je tipični srednjovjekovni dućan, Pod boltom.  Vrata kroz koja se ulazilo u dućan nalazila su se ispod jedne polovice kamenog luka. Drugo krilo luka je bilo podzidano i uređeno kao izlog.
Kamenita vrata, jedan od simbola grada, spašena su od rušenja zalaganjem Družbe "Braća Hrvatskoga Zmaja", a danas se u povijesnoj dvorani na katu nalazi njihovo sjedište.
Kamenita vrata ovjekovječena su u Šenoinu romanu Zlatarovo zlato (1871.), o zagrebačkom zlataru Krupiću i njegovoj kćeri koji su živjeli u Kamenitoj ulici. Mjesto je radnje toga povijesnoga romana obilježeno ženskim kipom Zlatarovo zlato, smještenim u niši na zapadnom pročelju. Kip je djelo modernog kipara Ive Kerdića (1881. – 1953.). Kamenita vrata zaštićeno su kulturno dobro Republike Hrvatske.
- Kip Dore Krupićeve
- Prolaz Kamenitih vrata
- Kapela Majke Božje od Kamenitih vrata
- Kapela Majke Božje od Kamenitih vrata

## Poveznice
- Majka Božja od Kamenitih vrata

## Vanjske poveznice
- http://www.kgz.hr/gradska/gradpov.asp  Arhivirana inačica izvorne stranice od 29. travnja 2008. (Wayback Machine)
- http://www.zupasvmateja.hr/vrijeme_kroz_godinu/kamenita_vrata.html  Arhivirana inačica izvorne stranice od 5. srpnja 2007. (Wayback Machine)
- http://www.braca-hrvatskoga-zmaja.hr/Kamenita%20vrata/kamenitaVrata.htm  Arhivirana inačica izvorne stranice od 13. veljače 2008. (Wayback Machine)